# Cigarrillos pielroja
Pielroja es una marca colombiana de cigarrillos que comenzó a comercializarse en la ciudad de Medellín en 1924 y hasta hoy ha sido un símbolo de la identidad nacional colombiana que ha sobrevivido durante más de 80 años como una fuerte competencia al tabaco rubio norteamericano. Su principal distintivo es el indio con su tocado de plumas que aparece en las cajetillas, dibujado por Ricardo Rendón y Enrique Wolkmar. Estos cigarrillos vienen en cajetillas de papel de 18 unidades ovaladas, de 70 milímetros, de tabaco negro y sin filtro lo que les ha hecho ganar una gran popularidad desde su lanzamiento. Recientemente, en 2005, cuando la mundialmente reconocida tabacalera Philip Morris adquirió la Compañía Colombiana de Tabaco S.A. (Coltabaco) se lanzaron los rubios con filtro, que vienen en cajetilla dura con 20 unidades de forma circular que "satisfacen la tendencia mundial a fumar rubios con filtro" según explicó el director para Colombia de la Philip Morris, John Ruiz, sin embargo no se pierde el distintivo del indio dibujado de perfil, y así mismo Ruiz agrega que esto no significa que se vaya a abandonar la presentación tradicional.
Pielroja, nacido en Medellín tuvo como antecedentes las marcas "Victoria" y "Pierrot" ambas de origen Antioqueño, que al crearse la tabacalera fomentaron el cultivo de tabaco negro en Santander, región agreste del nordeste de Colombia que desde el siglo XIX producía los mejores tabacos del país. Al principio se usaban tabacos turcos negros y amarillos, que luego fueron reemplazados por tabacos norteamericanos y finalmente por los negros de Santander. 
Esta marca de cigarrillos también marcó un hito en la publicidad puesto que fue pionera en el uso de modelos femeninas semidesnudas en revistas y periódicos 
donde publicitaban la marca con el ideal de belleza joven de cada época. También fue bastante marcado el uso de eslóganes que intentaban llegar a los consumidores más exclusivos como "Dese el lujo de fumar" o aquellos que aludían al orgullo nacional como "Saben mejor y son colombianos", "Encienda un Pielroja" o el actualmente utilizado "Pielroja, de tierra nuestra",  y el controversial " ya entiendo por qué papá fuma pielroja" donde aparecía un niño fumando. 
Los expresidentes Alberto y Carlos Lleras y Belisario Betancur -antes de ser mandatarios-, el pintor Alejandro Obregón, los poetas León de Greiff y Gonzalo Arango, los escritores Gabriel García Márquez y Manuel Mejía Vallejo han sido personajes famosos que al fumar el producto han dado renombre a la marca a nivel nacional e internacional, actualmente entre el público joven se le conoce como "rompe pechos", "tiraflechas", "el indio" o "peche". 
Los directivos de la tabacalera afirman que los cigarros pielroja nunca han perdido su esencia popular y que a pesar de que sus consumidores son hoy una minoría no desaparecerán y que el indio se encuentra "vivito y coleando".
- Datos: Q5769232